# Conflicto de Cachemira
El conflicto de Cachemira se refiere a la disputa territorial entre India y Pakistán sobre la región de Cachemira (que junto con las regiones de Jammu y Ladakh forma parte del Estado indio de Jammu y Cachemira, ubicado al extremo noroeste del subcontinente indio), y entre India y la República Popular China sobre la región de Ladakh del mismo estado indio. India reclama todo el antiguo estado principesco Dogra de Jammu y Cachemira y actualmente administra aproximadamente la mitad de la región, incluyendo la mayor parte de Jammu, Cachemira, Ladakh y el Glaciar de Siachen. El reclamo de India es disputado por Pakistán que controla un tercio de Cachemira, la mayor parte de Cachemira Azad y las zonas del norte de Gilgit y Baltistan. La región de Cachemira bajo control chino es conocida como Aksai Chin. Además China también controla una parte de la Cordillera del Karakórum, conocida como Valle Shaksgam, que le fue cedido por Pakistán en 1963.
La postura oficial de la India es que Cachemira es una "parte integrante" de la India, mientras que la posición oficial de Pakistán es que Cachemira es un territorio en disputa cuyo estatus definitivo solo puede ser determinado por el pueblo de Cachemira.
India y Pakistán han luchado en cuatro guerras por el territorio de Cachemira: en 1947, 1965, 1971 y 1999. India y China se han enfrentado una vez en 1962 por el control de Aksai Chin, así como por el estado noreste indio de Arunachal Pradesh. India y Pakistán también han participado en varias escaramuzas sobre el glaciar de Siachen. Desde la década de 1990, el estado indio de Jammu y Cachemira se ha visto afectado por la confrontación entre los separatistas de Cachemira, incluidos los militantes del Frente de Liberación de Jammu y Cachemira (FLJC), que India alega son apoyados por Pakistán, y las Fuerzas Armadas de Pakistán, lo que ha causado miles de muertos.

## Antecedentes

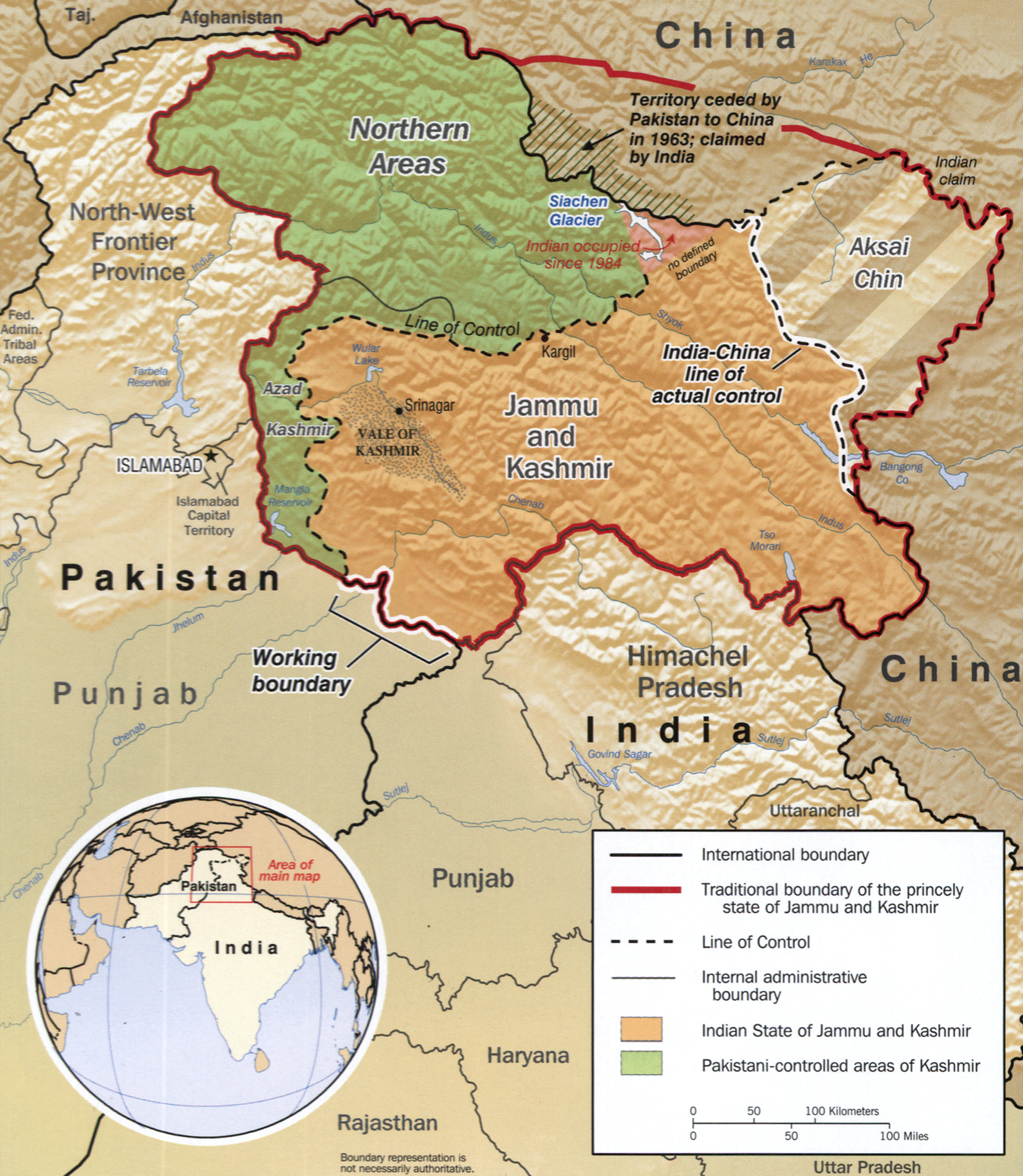
Un mapa de la región de Cachemira que muestra en rojo los límites de los antiguos estados principescos de Jammu y Cachemira.

En 1935, los gobernantes británicos obligaron al rey dogra de Jammu y Cachemira a arrendar partes de su reino que habrían de integrar la nueva provincia de la Frontera Noroeste, por 60 años. Este paso fue diseñado para fortalecer las fronteras del norte, especialmente ante la Unión Soviética.
En 1947, el dominio británico de India llegó a su fin con la creación de dos naciones: India y Pakistán. Cada uno de los 562 estados principescos indios se unieron a uno de los dos nuevos países: la Unión de India o el Dominio de Pakistán. Jammu y Cachemira tenía una población predominantemente musulmana (76%), pero un gobernante hindú (20,5%), era el mayor de estos estados autónomos y limitaba con ambos países modernos. Su gobernante era el rey Dogra (o Maharajá), Hari Singh, quien prefería seguir siendo independiente y trató de evitar la presión sobre él por parte de India y Pakistán, jugando a uno contra el otro.
En octubre de 1947, las tribus pakistaníes de Dir entraron a Cachemira con la esperanza de liberarla del dominio dogra. Las fuerzas estatales no fueron capaces de resistir la invasión y el Maharajá firmó el instrumento de anexión que fue aceptado por el Gobierno de la India el 27 de octubre de 1947.

## Cronología
- Enero de 1947: Se llevan a cabo elecciones para la asamblea legislativa del estado, con los líderes de los dos partidos políticos principales del estado (el Congreso Nacional Indio y la Conferencia Musulmana) en prisión. La Conferencia Nacional boicotea las elecciones y la Conferencia Musulmana pro-pakistaní gana la mayoría de escaños.[3]
- Primavera de 1947: Las protestas en contra de las políticas impositivas del Maharajá se convierten en una rebelión en contra del dominio dogra en el distrito de Poonch. La revuelta se propaga a los distritos de Mirpur y Muzaffarabad.[3][4]
- 19 de julio de 1947: La Conferencia Musulmana, el partido político con mayoría en la asamblea legislativa para la época, aprueba con unanimidad una resolución en favor de la anexión del estado a Pakistán. Poco después, el "Consejo de Guerra" de la Conferencia Nacional también se reúne y ocho de los 13 miembros votan a favor de la anexión a Pakistán.[5]
- Agosto-octubre de 1947: Estallan disturbios comunales en la región de Jammu. Se estima que 200.000 musulmanes son asesinados y gran parte del resto de la población huye a Pakistán.[3] Esto provoca el asesinato de decenas de miles de hindúes y sijes en Azad Cachemira a partir de octubre y en Rajouri en noviembre.[6]
- 15 de agosto de 1947: Independencia y partición de la India británica. Jammu y Cachemira no deciden a qué circunscripción unirse.[7]
- 3 de octubre de 1947: Los jefes pro-pakistaníes de los distritos de Poonch, Mirpur y Muzaffarabad declaran la independencia del dominio dogra y anuncian la formación de un gobierno provisional "Azad" (libre) Jammu y Cachemira en Rawalpindi, Pakistán.[8]
- 17 de octubre de 1947: Las fuerzas estatales de Patiala del ejército indio ingresan a Jammu y Cachemira para ayudar al Maharajá en su campaña en contra de los separatistas.[9]
- 22 de octubre de 1947: Pastunes de la provincia de la Frontera del Noroeste de Pakistán apoyan al ejército pakistaní a invadir Cachemira. El Maharajá de Cachemira solicita ayuda a India.[10]
- 1947/1948: Comienza la guerra indo-pakistaní de 1947, en la cual tropas indias entran a Srinagar.
- 1950: Se aprueba la constitución de la India que otorga cierta libertad a la región de cachemira.
- 1962: Se desarrolla el Conflicto de la frontera con La India por parte de China.
- 1963: Pakistán le cede a China el Valle Shaksgam.
- 1965: Pakistán lanza la Operación Gibraltar que lleva a la guerra indo-pakistaní de 1965.
- 6 de diciembre de 1971: Guerra indo-pakistaní de 1971; secesión de Bangladés.
- 1972: La República de la India y la República Islámica de Pakistán acuerdan respetar el cese al fuego como Línea de Control.
- 13 de abril de 1984: El ejército indio toma la región del glaciar de Siachen en Cachemira.
- Mayo de 1987: Como resultado de un acuerdo entre Rajiv Gandhi y Farooq Abdullah, las elecciones para la asamblea estatal de Jammu y Cachemira se fijan descaradamente en favor del Congreso Nacional Indio, lo que tiene como resultado una inestabilidad extendida en el estado.[11][12][13]
- 1989: Comienza la insurgencia armada en Cachemira.
- 20 de enero de 1990: Al menos 50 manifestantes de Cachemira son asesinados a balazos por las fuerzas paramilitares indias en el puerto Gawakadal en Srinagar, en un incidente que más tarde sería conocido como la Masacre de Gawakadal.
- 3 de enero de 1993: Fuerzas paramilitares indias queman el principal mercado en la ciudad de Sopore y abren fuego contra los allí presentes, matando al menos a 55 en lo que se conoce como la Masacre de Sopore.[14]
- 7 de enero de 1998: Terroristas matan a 23 civiles en el pueblo de Wandhama, cerca al pueblo de Ganderbal en Jammu y Cachemira. Las víctimas, todas hindúes, incluyen a 4 niños, 9 mujeres y 10 hombres. Los atacantes también quemaron un pequeño templo hindú y volaron una casa.[15]
- Mayo de 1999: La intrusión de terroristas apoyados por Pakistán en la Cachemira india da inicio a la guerra de Kargil.
- 20 de marzo de 2000: Asesinato de 35 sijes por el grupo militante de terroristas islamistas Lashkar-e-Toiba, en lo que se denomina la Masacre de Chittisinghpura.
- 14-16 de julio de 2001: El general Pervez Musharraf y Atal Behari Vajpayee se reúnen para negociar la paz.
- Octubre de 2001: La asamblea estatal de Jammu y Cachemira en Srinagar es atacada.
- 2 de mayo de 2003: India y Pakistán restablecen relaciones diplomáticas.
- 11 de julio de 2003: El servicio de buses Delhi-Lahore se reanuda.
- Noviembre de 2003: Se declara el cese al fuego indo-pakistaní.[16]
- 24 de septiembre de 2004: El primer ministro Manmohan Singh y el presidente Pervez Musharraf se reúnen en Nueva York durante la Asamblea General de la ONU.
- Julio de 2006: Segunda ronda de negociaciones de paz indo-pakistaníes.
- 18 de febrero de 2007: Atentado del Samjhauta Express, servicio de tren que conecta Delhi con Lahore, en Haryana, India.

### Guerra indo-pakistaní de 1947
La tropa irregular formada por grupos tribales pakistaníes hicieron rápidos avances al interior de Cachemira (en el sector de Baramaulla) después de que se difundieran rumores sobre que el Maharajá iba a decidir la unión a favor de India. En ese contexto, el Maharajá Hari Singh de Cachemira solicitó al Gobierno de India que interviniera; sin embargo, obtuvo como respuesta que India y Pakistán habían firmado un acuerdo de no-intervención (mantenimiento del statu quo) en Jammu y Cachemira; y aunque los guerreros tribales de Pakistán hubieran entrado en ese territorio, no había hasta entonces una clara evidencia legal que probara inequívocamente que el Gobierno de Pakistán estaba oficialmente involucrado. Habría sido ilegal para India realizar una intervención unilateral (de manera abierta y oficial), a menos que Jammu y Cachemira se unieran oficialmente a India, en cuyo caso habría sido posible enviar fuerzas de ocupación a las partes restantes.
El Maharajá necesitaba desesperadamente la ayuda de los militares indios cuando los invasores tribales pathanes alcanzaron los alrededores de Srinagar. Antes de su llegada a Srinagar, India demandó que el Maharajá Hari Singh culminara las negociaciones para anexar Jammu y Cachemira a India a cambio de recibir ayuda militar. El acuerdo por el cual cedió Jammu y Cachemira a India fue firmado por el Maharajá y Louis Mountbatten.[cita requerida]
La guerra resultante a causa de Cachemira, la Primera Guerra de Cachemira, duró hasta 1948, cuando India propuso el tema al Consejo de Seguridad de Naciones Unidas. Previamente, la ONU había aprobado resoluciones que establecían el monitoreo del conflicto en Cachemira. El comité erigido con este propósito fue denominado Comité de las Naciones Unidas para India y Pakistán. Luego, el 21 de abril de 1948, el Consejo de Seguridad de la ONU aprobó la Resolución 47, por la cual se imponía el inmediato cese al fuego y sostenía que Pakistán debía retirar toda presencia y no tenía ninguna injerencia en la política de Jammu y Cachemira. Además, fijaba que India debía retener una presencia militar mínima y "que la disposición final del Estado de Jammu y Cachemira sería realizada de acuerdo con la voluntad del pueblo expresada a través del método democrático de un plebiscito libre e imparcial, llevado a cabo bajo los auspicios de las Naciones Unidas." El cese al fuego tuvo lugar el 31 de diciembre de 1948.
Para ese entonces, los gobiernos indios y pakistaníes acordaron realizar el plebiscito, pero Pakistán no retiró sus tropas de Cachemira, con lo cual violó la condición para llevar a cabo el plebiscito. Durante los siguientes años, el Consejo de Seguridad de Naciones Unidas aprobó cuatro nuevas resoluciones que revisaban los términos de la Resolución 47 para incluir un retiro sincronizado de ambas tropas (indias y pakistaníes) de la región, gracias a las recomendaciones del general Andrew McNaughton. Con este fin, los  árbitros de las Naciones Unidas han presentado 11 propuestas diferentes para la desmilitarización de la región - cada una de las cuales fue aceptada por Pakistán, pero rechazada por el gobierno de la India.

### Guerra Chino-India
En 1962, las tropas de la República Popular China y de la India se enfrentaron en un territorio reclamado por ambas partes. China obtuvo una victoria rápida en la guerra, lo que resultó en la administración china de la región denominada Aksai Chin que continúa hasta la fecha. Además de esta zona, otra área pequeña, el Trans-Karakoram, fue demarcado como la línea de control entre China y Pakistán, aunque partes del lado chino son reclamados por India como parte de Cachemira. La línea que separa India de China en esta región es conocida como la "Línea actual de control".

### Guerras de 1965 y 1971
En 1965 y en 1971, una fuerte lucha estalló nuevamente entre la India y el Pakistán. La guerra indo-pakistaní de 1971 tuvo como resultado la derrota de Pakistán y la rendición militar de Pakistán en Pakistán Oriental (Bangladés). El Acuerdo de Shimla fue firmado en 1972 entre la India y el Pakistán. Mediante este tratado, ambos países acordaron resolver todos los problemas por medios pacíficos y debates mutuos en el marco de la Carta de las Naciones Unidas.

## Causas del conflicto
Desde la Partición de la India en 1947 tanto la India como Pakistán han mantenido su reclamación sobre Cachemira. Estas demandas se centran en hechos históricos y en la afiliación religiosa del pueblo de Cachemira. Toda la cuestión de Cachemira ha causado la enemistad de larga duración entre la India post-colonial y el Pakistán musulmán. Surgió como una consecuencia directa de la partición y de la independencia del subcontinente indio en agosto de 1947. El estado de Jammu y Cachemira, estratégicamente situado en el noroeste del subcontinente, en la frontera con la República Popular China y la ex Unión Soviética, era un estado principesco gobernado por el Maharajá Hari Singh. En términos geográficos, el maharajá podría haberse unido a cualquiera de los dos nuevos dominios. Aunque fue urgido por el virrey Louis Mountbatten a determinar el futuro de su Estado antes de que la transferencia de poder se llevara a cabo, Hari Singh puso objeciones.
Cachemira siguió amargamente dividida sobre el terreno; dos tercios de la misma (conocida como el estado indio de Jammu y Cachemira), que incluye Jammu, el Valle de Cachemira y la zona de baja densidad de población budista de Ladakh está controlada por la India; una tercera parte es administrado por Pakistán. Esta área incluye una estrecha franja de tierra (Azad Cachemira y las zonas del norte), incluyendo Gilgit, Baltistan y los antiguos reinos de Hunza y Nagar. 
Los intentos por resolver la "cuestión central" a través de la discusión política no tuvieron éxito. En septiembre de 1965, estalló la guerra nuevamente entre Islamabad y Delhi. La Organización de Naciones Unidas hizo un llamado por otro cese al fuego y la paz se restableció una vez más a raíz de la Declaración de Taskent en 1966, por la cual ambas naciones volvieron a sus posiciones originales a lo largo de la línea demarcada. Después de la guerra de 1971 y la creación del Estado independiente de Bangladés en virtud del Acuerdo de Simla de 1972, la primera ministra Indira Gandhi de la India y Zulfiqar Ali Bhutto de Pakistán acordaron que ninguna de las partes trataría de modificar la línea de cese al fuego en Cachemira, que pasó a denominarse la "Línea de Control", "de manera unilateral, independientemente de las diferencias mutuas y las interpretaciones jurídicas".
Desde entonces, han tenido lugar numerosas violaciones de la Línea de Control, incluidas las infaustas incursiones de insurgentes y de las fuerzas armadas de Pakistán en Kargil que condujo a la guerra de Kargil, así como los enfrentamientos esporádicos en el glaciar de Siachen, donde ambos países mantienen fuerzas en altitudes que llegan a los 6.100 metros. Todas estas violaciones han ocasionado preocupación por la estabilidad de la región hostil.

### Punto de vista de India
La reivindicación india de Cachemira se centra en el acuerdo establecido entre el Maharajá Hari Singh, el primer ministro Sri Pandit Jawaharlal Nehru y lord Mountbatten, según el cual el antiguo Reino de Jammu y Cachemira se convertiría en parte integrante de la Unión India a través del Instrumento de Anexión. También se centra en la reclamación de la India por la sociedad secular, una ideología que implica que la religión no es un factor en la gobernanza de las principales políticas y, por tanto, considera que es irrelevante en una controversia fronteriza.
Otro argumento esgrimido por la India es que en la India las minorías están muy bien integradas, con algunos miembros de las comunidades minoritarias ocupando puestos de poder e influencia. Aunque más del 80% de la población de la India práctica el hinduismo, un ex Presidente de la India, Abdul Kalam, es musulmán, mientras que Sonia Gandhi, una dirigente importante del Partido del Congreso (uno de los mayores del país), es católica y el ex primer ministro de India, Manmohan Singh, es un sikj.
En breve, India sostiene que:
- Por la Resolución de las Naciones Unidas para que un plebiscito sea válido, el Pakistán debe primero abandonar su parte de Cachemira.
- La Asamblea Constituyente de Jammu y Cachemira ha ratificado por unanimidad el instrumento de anexión a la India del maharajá y ha aprobado una constitución que exige una unión perpetua del Estado con la Unión India. India sostiene que este órgano es representativo y que sus opiniones eran las del pueblo de Cachemira en el momento.
- India no acepta la Teoría de las Dos Naciones que forma la base de Pakistán.
- Cachemira es una región con diversidad religiosa de un gran número de hindúes y budistas. Por tanto, si estuviera bajo control de una nación islámica no secular como es Pakistán estaría en contra de las credenciales seculares de Cachemira. India apunta a la depuración religiosa de las minorías en el Pakistán después de la independencia.
- El estado de Jammu y Cachemira fue convertido en autónomo por el artículo 370 de la Constitución de la India, aunque su autonomía ha sido reducida desde entonces.
- India también destaca una encuesta de opinión que tuvo lugar en Jammu y Cachemira que sugiere que la mayoría de los musulmanes que viven en el valle de Cachemira no quiere que Cachemira sea parte de Pakistán.[19]
- India reclama y ha proporcionado pruebas de que la gran mayoría de violaciones de los derechos humanos en la región se han llevado a cabo por los insurgentes y otro personal no-indio. Además, India cita el hecho de que ha llevado a la justicia al poco personal afiliado a India que ha cometido violaciones de los derechos humanos, a diferencia del mencionados personal no-indio y los insurgentes que no han sido castigados por sus crímenes.[20]
- India alega que la mayoría de los terroristas que operan en Cachemira provienen de la zona de Cachemira administrada por Pakistán y que Pakistán ha estado involucrado en terrorismo patrocinado por el Estado.[21]
- India sostiene que a pesar de que Pakistán es denominada una "República Islámica", ha sido responsable por uno de los peores genocidios de musulmanes cuando supuestamente asesinó a millones de sus propios conciudadanos en Pakistán Oriental durante las atrocidades de Bangladés en 1971.
- India también señala artículos e informes de Estados Unidos que sugieren que los terroristas son financiados mayormente por Pakistán, así como a través de medios criminales tales como la venta ilegal de armas y narcóticos o la circulación de moneda falsificada en India.[22]
- India apunta a las recientes elecciones en fases celebradas en el estado en noviembre y diciembre de 2008. Establece que en las 4 primeras fases se ha alentado los desvíos de votantes, incluso en los supuestos bastiones separatistas de Baramulla o Sopore. La concurrencia promedio ha sido entre el 55 y el 65% en las 4 fases, lo que demostraría que los habitantes de Cachemira no está en contra de la administración india en su estado.[23]

### Punto de vista de Pakistán
Las reclamaciones de Pakistán sobre la región en disputa se basan en el rechazo de las reclamaciones indias sobre Cachemira, en especial el Instrumento de Anexión. Pakistán insiste en que el maharajá no era un líder popular y que era visto como un tirano por la mayoría de los habitantes de Cachemira. Pakistán también acusa a la India de hipocresía, ya que se negó a reconocer la anexión de Junagadh a Pakistán y la independencia de  Hyderabad sobre la base de que los dos estados tenía mayorías hindúes (de hecho, la India ocupó e integró a la fuerza a esos dos territorios). Además, como había huido de Cachemira debido a la invasión de Pakistán, Pakistán afirma que el maharajá no tenía autoridad para determinar el futuro de Cachemira. Pakistán sostiene que incluso si el maharajá tuviera alguna autoridad en la determinación de la situación de Cachemira, firmó el Instrumento de Anexión bajo coacción, invalidando así la legitimidad de sus acciones.
Pakistán afirma también que las fuerzas indias estuvieron en Cachemira antes de que se firmara el Instrumento de Anexión con la India y que, por lo tanto, las tropas indias estuvieron en Cachemira en violación del Acuerdo de Standstill, que fue diseñado para mantener el statu quo en Cachemira (aunque la India no era signataria del Acuerdo, firmado entre Pakistán y el gobernante hindú de Jammu y Cachemira).
Entre 1990 y 1999, algunas organizaciones informaron que las Fuerzas Armadas Indias, sus grupos paramilitares y milicias contrainsurgentes habían sido responsables por la muerte de 4.501 civiles de Cachemira. También entre 1990 y 1999, hay datos de violaciones de 4.242 mujeres en edades de entre 7 y 70 años. Alegatos similares fueron realizados por algunas organizaciones pro derechos humanos.
En breve, Pakistán sostiene que:
- La insurgencia popular cachemira demuestra que el pueblo de Cachemira no quiere permanecer más al interior de India. Pakistán sugiere que esto significa que o bien Cachemira quiere ser parte de Pakistán o quiere ser independiente.
- Las tácticas de contrainsurgencia india han merecido un monitoreo internacional del conflicto de Cachemira y el ejército indio ha llevado a cabo violaciones a los derechos humanos que incluyen torturas, violaciones y asesinatos extrajudiciales, en contra del pueblo de Cachemira.
- Según la teoría de las dos naciones que es una de las teorías citadas por la partición que creó India y Pakistán, Cachemira debería haber estado con Pakistán debido a que cuenta con una mayoría musulmana.
- India ha mostrado indiferencia hacia las resolución 56/27 de la ONU (al no llevar a cabo un plebiscito).
- El pueblo de Cachemira ha sido forzado por las circunstancias a levantarse contra la supuesta represión del ejército indio y defender su derecho a la autodeterminación a través de la militancia. Pakistán demanda que se de apoyo moral, ético y militar a los insurgentes de Cachemira (véase guerra de Kargil).
- Protestas recientes en la Cachemira administrada por India muestra a un gran número de personas con una ira creciente contra el dominio indio, dadas las manifestaciones masivas que tienen lugar para oponerse al control indio del Estado.[29]
- Informes recientes de la ONU sobre la situación de los derechos humanos en Jammu y Cachemira han criticado a India por el uso de la fuerza durante las protestas en la Cachemira administrada por India.[30]
- Pakistán también señala la violencia que acompaña las elecciones en la Cachemira india[31] y los sentimientos antiindios expresados por algunas personas en el estado.[32]
- Pakistán destaca el uso ampliamente extendido de los asesinatos extrajudiciales en la Cachemira administrada por India, llevados a cabo por las fuerzas de seguridad india al sostener que fueron sorprendidos en enfrentamientos con militantes con el afán de recibir premios y ascensos al interior de sus filas.[33]
- Pakistán sindica artículos de Human Rights Watch que sostienen que las fuerzas de seguridad indias han participado en enfrentamientos falsos que son un lugar común en el sector indio de Cachemira y los autores evitan el procesamiento penal, pues estos encuentros falsos quedan ampliamente sin investigar por las autoridades.[34]

### Punto de vista chino
China no reconoce las fronteras propuestas por los británicos para el principado de Jammu y Cachemira, el norte de Aksai Chin y la Cordillera del Karakórum. China resolvió sus disputas fronterizas con Pakistán en 1963 cediendo el segundo el Valle Shaksgam a la primera, con la disposición de que la cesión estaba sujeta a la solución definitiva de la disputa de Cachemira.

### Disputa sobre el agua
Otra razón detrás del conflicto de Cachemira es el recurso hídrico. Cachemira es el punto de origen de varios ríos y afluentes de la cuenca del río Indo. Entre ellos se cuentan el Jhelum y el Chenab que fluyen básicamente hacia Pakistán mientras que otros ramales, como el río Ravi, el Beas y el Sutlej, irrigan el norte de India. Pakistán ha sido aprensivo en cuanto a que, en una situación extrema, India pueda utilizar su ventaja estratégica que le brinda su porción de Cachemira en el origen y pase de los mencionados ríos y retenga el cauce de los mismos, con lo cual estrangularía la economía agraria de Pakistán. El tratado de aguas del Indo, firmado en 1960, resolvió la mayoría de estas disputas sobre el reparto del agua e hizo un llamado a la cooperación mutua en este sentido. Este tratado enfrenta cuestiones planteadas por Pakistán sobre la construcción de represas en el lado indio que limitan el agua en el lado pakistaní.

## Abusos a los derechos humanos
Se han hecho reclamos por violaciones a los derechos humanos en relación con las Fuerzas Armadas de la India y los militantes de Cachemira. Un estudio de 2005 llevado a cabo por la ONG Médicos Sin Fronteras halló que las mujeres de Cachemira estaban entre las personas que sufrían mayores padecimientos de violencia sexual en el mundo, con el 11,6% de las encuestadas que informaban haber sido víctimas de abusos sexuales. Algunas encuestas han encontrado que en la región de Cachemira en sí misma (donde está concentrada la mayor parte de actividad por parte de los separatistas y de la India), la percepción popular sostiene que las Fuerzas Armadas de la India son más culpables de violaciones de derechos humanos que los grupos separatistas. Según la encuesta MORI del año 2002, en Cachemira, solo el 2% de los encuestados cree que los grupos militantes sean culpables de los abusos generalizados a los derechos humanos, mientras que el 64% cree que las tropas indias eran culpables de lo mismo; sin embargo, esta tendencia se invirtió en otras partes del Estado.

## Cuestiones cartográficas

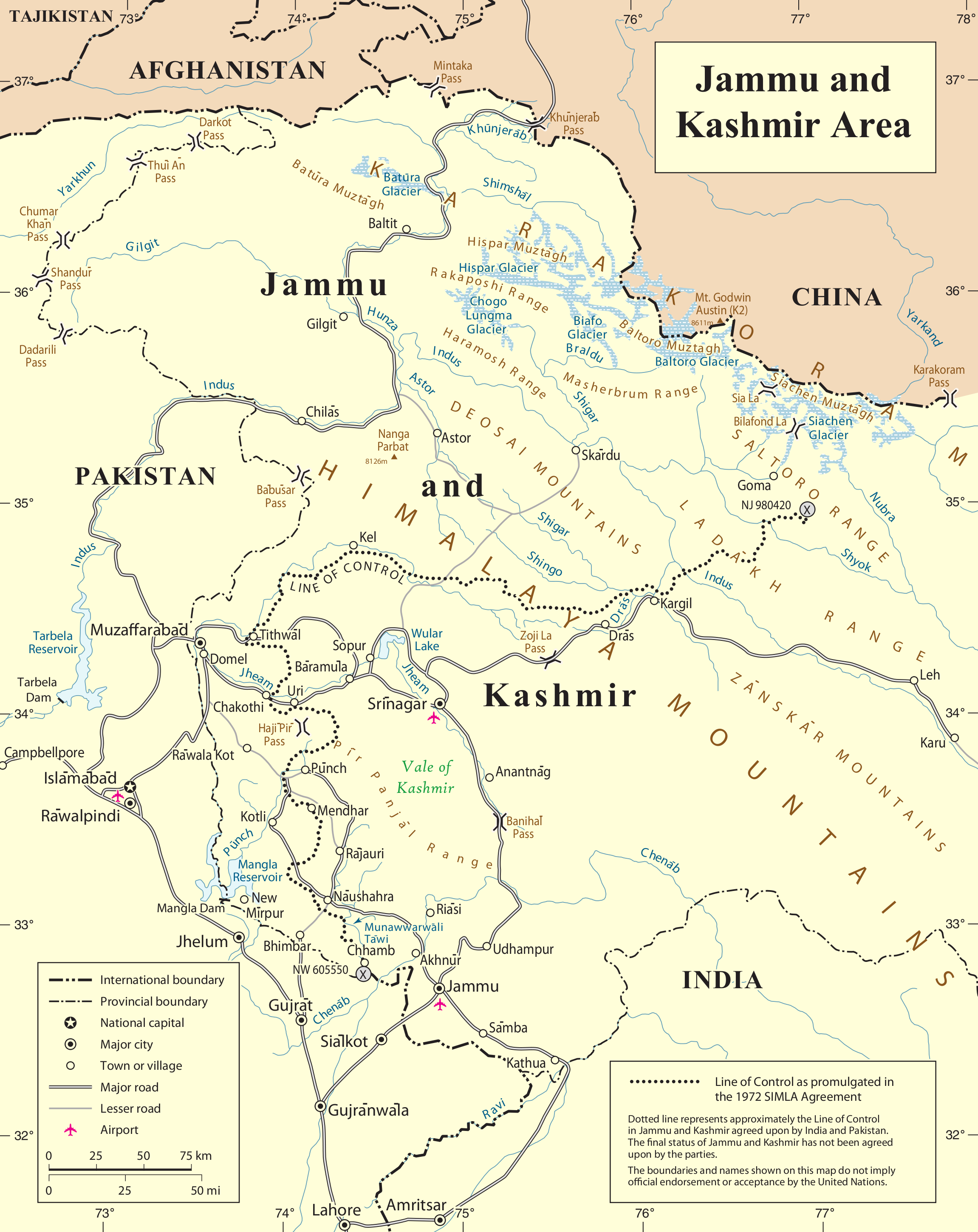
El mapa de la ONU de Jammu y Cachemira, aceptado por los cachemiros y el gobierno pakistaní.

Al igual que con otros territorios en disputa, cada uno de los gobiernos representan mapas con sus reclamos sobre Cachemira como parte de su territorio, independientemente de su control efectivo. En India, es ilegal excluir la totalidad o una parte de Cachemira en un mapa. También es ilegal en el Pakistán no incluir el estado de Jammu y Cachemira como territorio en disputa, según lo permitido por las Naciones Unidas. Los no-participantes suelen utilizar la Línea de Control y la Línea de Control Real como los límites representados, como se hace en The World Factbook de la CIA. Cuando Microsoft publicó un mapa en Windows 95 y Microsoft MapPoint 2002, suscitó una controversia porque no mostraba la totalidad de Cachemira como parte de la India, como demandaba la India; sin embargo, todos los neutrales y las empresas pakistaníes pretenden seguir el mapa de las Naciones Unidas y más del 90% de todos los mapas que contienen el territorio de Cachemira lo muestran como territorio en disputa.